# Communauté de communes de Montrevel-en-Bresse
Die Communauté de communes de Montrevel-en-Bresse ist ein ehemaliger französischer Gemeindeverband mit Rechtsform einer Communauté de communes im Département Ain, dessen Verwaltungssitz sich in dem Ort Montrevel-en-Bresse befand.
Der Gemeindeverband bestand aus 14 Gemeinden und zählte 17.517 Einwohner (Stand 2013) auf einer Fläche von 213,8 km2. Diese umfasste einen zentralen Teil der Landschaft Bresse im Norden der Präfektur Bourg-en-Bresse. Präsident des Gemeindeverbandes war zuletzt Jean Pierre Roche.

## Aufgaben
Zu den vorgeschriebenen Kompetenzen gehörten die Entwicklung und Förderung wirtschaftlicher Aktivitäten und des Tourismus sowie die Raumplanung auf Basis eines Schéma de Cohérence Territoriale. Der Gemeindeverband betrieb die Straßenmeisterei und nahm die Verantwortung für die Hausmüllentsorgung wahr als Mitglied von Organom, einem übergeordneten, im Arrondissement Bourg-en-Bresse aktiven Zweckverband. Zusätzlich baute und unterhielt der Verband Kultur- und Sporteinrichtungen.

## Historische Entwicklung
Die Communauté de communes bestand seit dem 1. Januar 2002 und ging auf einen 1965 gegründeten Vorgängerverband (district) zurück.
Der Gemeindeverband fusionierte mit Wirkung vom 1. Januar 2017 mit den Gemeindeverbänden
- Communauté d’agglomération de Bourg-en-Bresse
- Communauté de communes Bresse Dombes Sud Revermont
- Communauté de communes du Canton de Coligny
- Communauté de communes du Canton de Saint Trivier de Courtes
- Communauté de communes de Treffort-en-Revermont
- Communauté de communes de La Vallière

und bildete so die Nachfolgeorganisation Communauté d’agglomération du Bassin de Bourg-en-Bresse.

## Ehemalige Mitgliedsgemeinden
Folgende 14 Gemeinden gehörten der Communauté de communes de Montrevel-en-Bresse an:
| Gemeinde               | Einwohner 1. Januar 2022 | Fläche km² | Dichte Einw./km² | Code INSEE | Postleitzahl |
| ---------------------- | ------------------------ | ---------- | ---------------- | ---------- | ------------ |
| Attignat               | 3.372                    | 18,7       | 180              | 01024      | 01340        |
| Béréziat               | 481                      | 10,8       | 45               | 01040      | 01340        |
| Bresse Vallons         | 2.393                    | 13,8       | 173              | 01130      | 01340        |
| Confrançon             | 1.357                    | 18,2       | 75               | 01115      | 01310        |
| Curtafond              | 805                      | 12,4       | 65               | 01140      | 01310        |
| Étrez                  | 820                      | 12,2       |                  | 01154      | 01340        |
| Foissiat               | 2.024                    | 40,4       | 50               | 01163      | 01340        |
| Jayat                  | 1.276                    | 16,3       | 78               | 01196      | 01340        |
| Malafretaz             | 1.235                    | 9,2        | 134              | 01229      | 01340        |
| Marsonnas              | 1.034                    | 18,4       | 56               | 01236      | 01340        |
| Montrevel-en-Bresse    | 2.661                    | 10,3       | 258              | 01266      | 01340        |
| Saint-Didier-d’Aussiat | 845                      | 15,2       | 56               | 01346      | 01340        |
| Saint-Martin-le-Châtel | 784                      | 12,8       | 61               | 01375      | 01310        |
| Saint-Sulpice          | 259                      | 5,3        | 49               | 01387      | 01340        |